# Giro del Belgio 2003
Il Giro del Belgio 2003, settantatreesima edizione della corsa e valida come evento UCI categoria 2.3, si svolse dal 21 al 25 maggio 2003, per un percorso totale di 794,6 km suddivise in 5 tappe. Fu vinto dall'australiano Michael Rogers che terminò la corsa con il tempo totale di 20h00'42" alla media di 39,7 km/h.
Partenza ad Ostenda con 112 ciclisti, dei quali 77 portarono a termine il percorso ad Ans.

## Tappe
| Tappa  | Data      | Percorso                              | km    | Vincitore di tappa | Leader cl. generale |
| ------ | --------- | ------------------------------------- | ----- | ------------------ | ------------------- |
| 1ª     | 21 maggio | Ostenda > Ostenda                     | 176,5 | Tom Steels         | Tom Steels          |
| 2ª     | 22 maggio | Ostenda > Knokke-Heist                | 172,5 | Jans Koerts        | Axel Merckx         |
| 3ª     | 23 maggio | Knokke-Heist > Haacht                 | 224   | Tom Boonen         | Axel Merckx         |
| 4ª     | 24 maggio | Malines > Malines (cron. individuale) | 20,6  | Fabian Cancellara  | Michael Rogers      |
| 5ª     | 25 maggio | Malines > Ans                         | 201   | Dave Bruylandts    | Michael Rogers      |
| Totale | Totale    | Totale                                | 794,6 |                    |                     |

## Squadre e corridori partecipanti
| N.    | Cod. | Squadra                           |
| ----- | ---- | --------------------------------- |
| 1-8   | BCT  | Bankgiroloterij                   |
| 11-18 | QSD  | Quick Step-Davitamon              |
| 21-28 | LOT  | Lotto-Domo                        |
| 31-38 | LAN  | Landbouwkrediet-Colnago           |
| 41-48 | COF  | Cofidis, le Crédit par Téléphone  |
| 51-58 | USP  | US Postal Service p/b Berry Floor |
| 61-68 | FAS  | Fassa Bortolo                     |
| 71-78 | PAL  | Palmans-Collstrop                 |

| N.      | Cod. | Squadra                |
| ------- | ---- | ---------------------- |
| 81-88   | MAR  | Marlux-Wincor Nixdorf  |
| 91-98   | TEL  | Team Telekom           |
| 101-108 | BLB  | Brioches La Boulangère |
| 111-118 | DEL  | Jean Delatour          |
| 121-128 | VLA  | Vlaanderen-T Interim   |
| 132-138 | RAB  | Rabobank               |
| 141-148 | FLA  | Flanders-Iteamnova     |

## Dettagli delle tappe

### 1ª tappa
- 21 maggio: Ostenda > Ostenda – 176,5 km

Risultati
| Pos. | Corridore       | Squadra         | Tempo    |
| ---- | --------------- | --------------- | -------- |
| 1    | Tom Steels      | Landbouwkrediet | 4h12'28" |
| 2    | Stefan van Dijk | Lotto-Domo      | s.t.     |
| 3    | Rik Reinerink   | Bankgiroloterij | s.t.     |

| Pos. | Corridore       | Squadra         | Tempo    |
| ---- | --------------- | --------------- | -------- |
| 1    | Tom Steels      | Landbouwkrediet | 4h12'16" |
| 2    | Stefan van Dijk | Lotto-Domo      | a 6"     |
| 3    | Rik Reinerink   | Bankgiroloterij | s.t.     |

### 2ª tappa
- 22 maggio: Ostenda > Knokke-Heist – 172,5 km

Risultati
| Pos. | Corridore      | Squadra         | Tempo    |
| ---- | -------------- | --------------- | -------- |
| 1    | Jans Koerts    | Bankgiroloterij | 4h15'12" |
| 2    | Axel Merckx    | Lotto-Domo      | s.t.     |
| 3    | László Bodrogi | Quick Step      | a 13"    |

| Pos. | Corridore     | Squadra         | Tempo    |
| ---- | ------------- | --------------- | -------- |
| 1    | Axel Merckx   | Lotto-Domo      | 8h27'34" |
| 2    | Tom Steels    | Landbouwkrediet | a 8"     |
| 3    | Rik Reinerink | Bankgiroloterij | a 12"    |

### 3ª tappa
- 23 maggio: Knokke-Heist > Haacht – 224 km

Risultati
| Pos. | Corridore        | Squadra    | Tempo    |
| ---- | ---------------- | ---------- | -------- |
| 1    | Tom Boonen       | Quick Step | 6h03'00" |
| 2    | Jimmy Engoulvent | Brioches   | s.t.     |
| 3    | Karsten Kroon    | Rabobank   | s.t.     |

| Pos. | Corridore     | Squadra         | Tempo     |
| ---- | ------------- | --------------- | --------- |
| 1    | Axel Merckx   | Lotto-Domo      | 14h34'23" |
| 2    | Tom Steels    | Landbouwkrediet | a 8"      |
| 3    | Rik Reinerink | Bankgiroloterij | a 12"     |

### 4ª tappa
- 24 maggio: Malines > Malines – Cronometro individuale – 20,6 km

Risultati
| Pos. | Corridore         | Squadra       | Tempo  |
| ---- | ----------------- | ------------- | ------ |
| 1    | Fabian Cancellara | Fassa Bortolo | 24'50" |
| 2    | Michael Rogers    | Quick Step    | a 10"  |
| 3    | Robert Bartko     | Rabobank      | a 13"  |

| Pos. | Corridore           | Squadra    | Tempo     |
| ---- | ------------------- | ---------- | --------- |
| 1    | Michael Rogers      | Quick Step | 14h59'43" |
| 2    | Robert Bartko       | Rabobank   | a 3"      |
| 3    | Raivis Belohvoščiks | Marlux     | a 7"      |

### 5ª tappa
- 25 maggio: Malines > Ans – 201 km

Risultati
| Pos. | Corridore          | Squadra       | Tempo    |
| ---- | ------------------ | ------------- | -------- |
| 1    | Dave Bruylandts    | Marlux        | 5h01'00" |
| 2    | Maarten den Bakker | Rabobank      | a 1"     |
| 3    | Tadej Valjavec     | Fassa Bortolo | s.t.     |

| Pos. | Corridore      | Squadra         | Tempo     |
| ---- | -------------- | --------------- | --------- |
| 1    | Michael Rogers | Quick Step      | 20h00'42" |
| 2    | Bart Voskamp   | Bankgiroloterij | a 25"     |
| 3    | Robert Bartko  | Rabobank        | a 30"     |

## Evoluzione delle classifiche
| Tappa              | Vincitore          | Classifica generale | Classifica a punti | Classifica sprint | Classifica scalatori | Classifica a squadre         |
| ------------------ | ------------------ | ------------------- | ------------------ | ----------------- | -------------------- | ---------------------------- |
| 1ª                 | Tom Steels         | Tom Steels          | Tom Steels         | Samuel Dumoulin   | non assegnata        | Landbouwkrediet-Colnago      |
| 2ª                 | Jans Koerts        | Axel Merckx         | Tom Steels         | Max van Heeswijk  | non assegnata        | Bankgiroloterij Cycling Team |
| 3ª                 | Tom Boonen         | Axel Merckx         | Tom Steels         | Hayden Roulston   | Tom Boonen           | Quick Step-Davitamon         |
| 4ª                 | Fabian Cancellara  | Michael Rogers      | Tom Steels         | Hayden Roulston   | Tom Boonen           | Quick Step-Davitamon         |
| 5ª                 | Dave Bruylandts    | Michael Rogers      | Tom Steels         | Hayden Roulston   | Tom Boonen           | Quick Step-Davitamon         |
| Classifiche finali | Classifiche finali | Michael Rogers      | Tom Steels         | Hayden Roulston   | Pieter Serry         | Quick Step-Davitamon         |

## Classifiche finali

### Classifica generale
| Pos. | Corridore           | Squadra         | Tempo     |
| ---- | ------------------- | --------------- | --------- |
| 1    | Michael Rogers      | Quick Step      | 20h00'42" |
| 2    | Bart Voskamp        | Bankgiroloterij | a 25"     |
| 3    | Robert Bartko       | Rabobank        | a 30"     |
| 4    | Axel Merckx         | Lotto-Domo      | a 31"     |
| 5    | Dave Bruylandts     | Marlux          | a 32"     |
| 6    | Maarten den Bakker  | Rabobank        | a 43"     |
| 7    | George Hincapie     | US Postal       | a 52"     |
| 8    | Frank Vandenbroucke | Quick Step-     | a 1'04"   |
| 9    | Matthew White       | US Postal       | a 1'08"   |
| 10   | Tadej Valjavec      | Fassa Bortolo   | a 1'19"   |

### Classifica a punti
| Pos. | Corridore       | Squadra         | Punti |
| ---- | --------------- | --------------- | ----- |
| 1    | Tom Steels      | Landbouwkrediet | 54    |
| 2    | Axel Merckx     | Lotto-Domo      | 50    |
| 3    | Tom Boonen      | Quick Step      | 46    |
| 4    | Hayden Roulston | Cofidis         | 46    |
| 5    | Dave Bruylandts | Marlux          | 38    |

### Classifica sprint
| Pos. | Corridore        | Squadra         | Punti |
| ---- | ---------------- | --------------- | ----- |
| 1    | Hayden Roulston  | Cofidis         | 32    |
| 2    | Max van Heeswijk | US Postal       | 16    |
| 3    | Ludo Dierckxsens | Landbouwkrediet | 13    |
| 4    | Dave Bruylandts  | Marlux          | 11    |
| 5    | Tadej Valjavec   | Fassa Bortolo   | 11    |

### Classifica montagna
| Pos. | Corridore         | Squadra       | Punti |
| ---- | ----------------- | ------------- | ----- |
| 1    | Tom Boonen        | Quick Step    | 50    |
| 2    | Dave Bruylandts   | Marlux        | 32    |
| 3    | Erwin Thijs       | Palmans       | 32    |
| 4    | Fabian Cancellara | Fassa Bortolo | 24    |
| 5    | Bert Roesems      | Palmans       | 22    |

### Classifica a squadre
| Pos. | Squadra                          | Tempo     |
| ---- | -------------------------------- | --------- |
| 1    | Quick Step-Davitamon             | 60h00'15" |
| 2    | Rabobank                         | a 2'28"   |
| 3    | Marlux-Wincor Nixdorf            | a 4'45"   |
| 4    | Bankgiroloterij                  | a 4'53"   |
| 5    | Cofidis, le Crédit par Téléphone | a 4'59"   |